# Huckelheimer Wald

Lage im Landkreis Aschaffenburg bis 2018

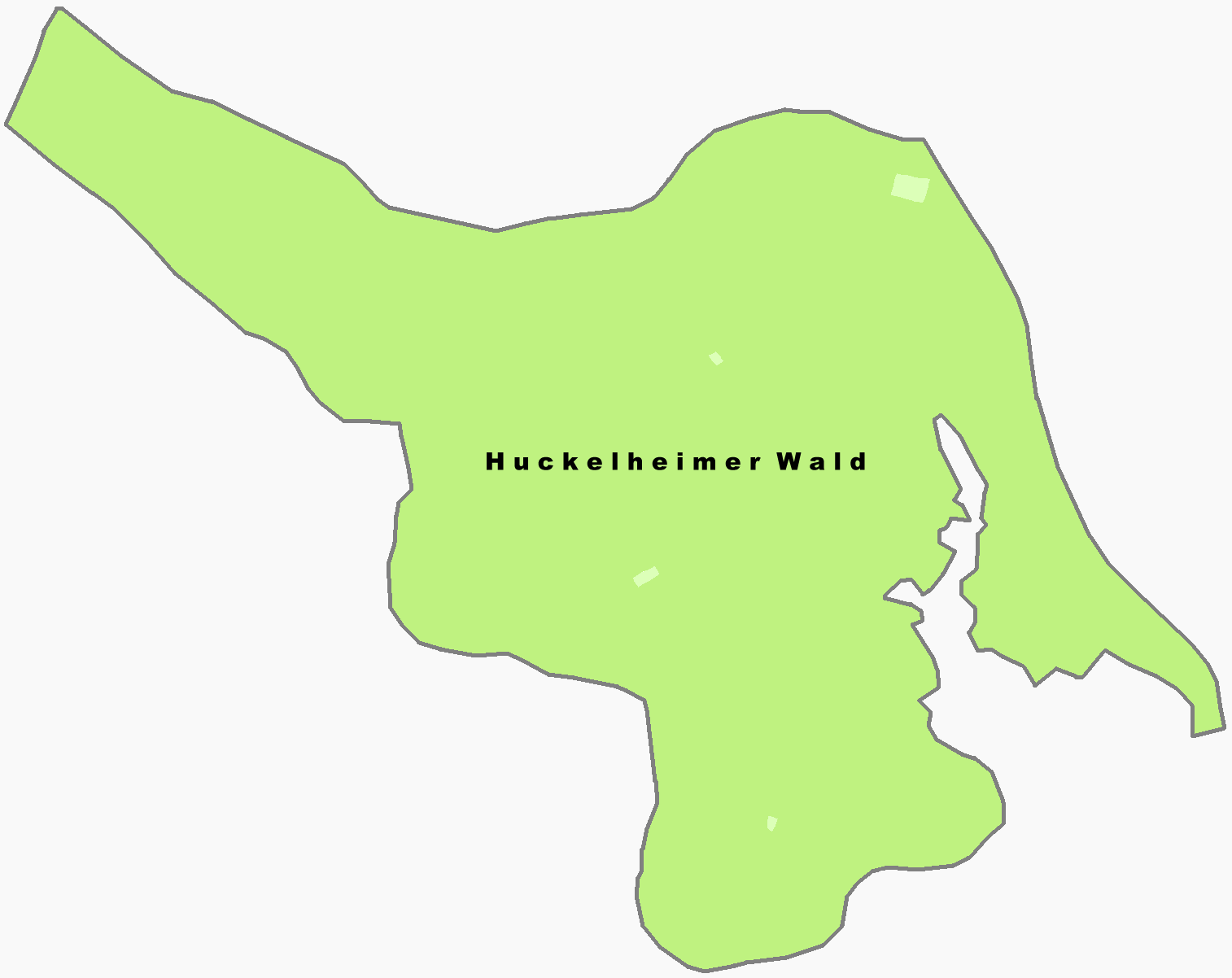
Das ehemalige gemeindefreie Gebiet Huckelheimer Wald mit der (gemeindefreien) Gemarkung Huckelheim

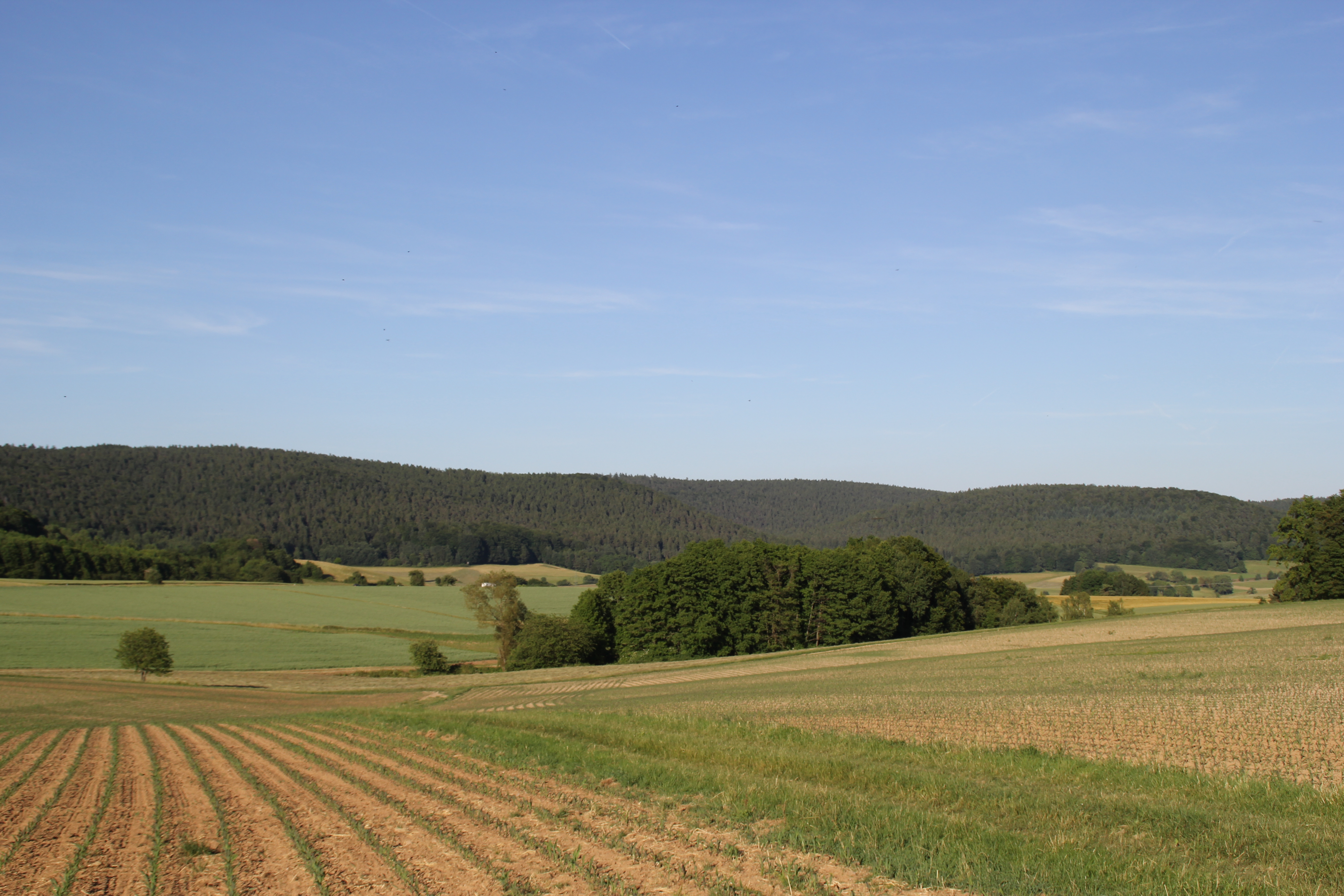
Blick in den Huckelheimer Wald

Der Huckelheimer Wald war bis 31. Dezember 2018 ein 6,73 km² großes gemeindefreies Gebiet im Landkreis Aschaffenburg und lag im nördlichen Teil des bayerischen Spessarts. Jetzt gehört es zu den Gemeinden Kleinkahl und Westerngrund.

## Geographie
Das Gebiet ist zu 96,0 Prozent bewaldet. Der Rest sind im Wesentlichen Wege (2,3 Prozent) und Unland (1,4 Prozent).

### Lage
Das Gebiet lag unmittelbar an der Grenze zu Hessen, nordöstlich der Gemeinde Westerngrund, mit dem namensgebenden Ortsteil Huckelheim. Im Süden reichte die Gemarkung fast bis an die Staatsstraße 2305 und die dahinter verlaufende Kahl. Der Hohe Querberg ist mit 474 m ü. NN die höchste Erhebung im Huckelheimer Wald. An seinem Südwesthang liegt der Arzborn, die Quelle des Querbaches.
Die Gemarkung innerhalb des Gebietes trug den Namen Huckelheim, welche nicht mit der gleichnamigen in der Gemeinde Westerngrund zu verwechseln war. Nach dem Gemarkungsverzeichnis von Bayern handelte es sich um eine Gemarkung Huckelheim, mit Gemarkungsteilen in der Gemeinde Westerngrund (ehemalige Gemeinde Huckelheim) und dem gemeindefreien Gebiet. Mit der beschlossenen Auflösung des Gemeindefreien Gebietes zum Stichtag 1. Januar 2019 wurden die Gemarkungsteile mit dem jeweiligen Namen Huckelheim vereinigt, wobei aber das an die Gemeinde Kleinkahl gehende Drittel zur gleichnamigen Gemarkung Kleinkahl kam.

### Nachbargemeinden
Nachbargemeinden waren:
|                       | Gemeinde Linsengericht (Gemarkung Großenhausen) | Gemeinde Biebergemünd (Gemarkung Breitenborn/Lützel) |
|                       | Kompassrose, die auf Nachbargemeinden zeigt     |                                                      |
| Gemeinde Westerngrund |                                                 | Gemeinde Kleinkahl                                   |

### Berge
Berggipfel im Huckelheimer Wald sind (nach Höhe sortiert):
- Hoher Querberg (473 m)
- Lindenberg (465 m)
- Menschenkopf (465 m)
- Habersberg (428 m)
- Herzberg (427 m)

### Historische Gliederung
Forstdistrikte (von West nach Ost):
- Weißer Stein (im Wesentlichen Flurstück 1432)
- Aspensschlade (1434)
- Sange (1435)
- Hohenfiebig (1437)
- Querberg (1439)
- Herzrain (1443)
- Habersberg (1446 1446/3)
- Menschenkopf (1445)
- Ruheschlag (1447)
- Lindenberg (1449)

## Geschichte
Der Huckelheimer Wald war im Mittelalter im Besitz der Adelsfamilien Ulner und Groschlag von Dieburg. Im Jahr 1666 wurde der Wald an die Grafen von Schönborn verkauft. Seitdem findet sich für das Gebiet auf älteren Karten der Eintrag „Schönbornsche Waldung“. Die Grafen von Schönborn betrieben im und um den Huckelheimer Wald mehrere Erzbergwerke und am Wesemichshof das erste Bergwerk-Waschhaus im Spessart. Nach einem Rechtsstreit mit Kurmainz mussten diese aufgegeben werden. Der Huckelheimer Wald wurde im 19. Jahrhundert mehrfach verkauft. In den 1930 ließ der Besitzer weite Flächen des Waldes für Grubenholz fällen. Die daraufhin nötig gewordene Aufforstung wurde so mangelhaft durchgeführt, dass der Huckelheimer Wald auf Drängen des Staatlichen Forstamtes verkauft wurde.
Das gemeindefreie Gebiet Huckelheimer Wald wurde zum Stichtag 1. Januar 2019 aufgelöst und zwischen den Gemeinden Westerngrund (Westen) und Kleinkahl (Süden) aufgeteilt.
| Aufnehmende Gemeinde | Anzahl Flurstücke | Fläche m² | Fläche Prozent | Lage   |
| -------------------- | ----------------- | --------- | -------------- | ------ |
| Westerngrund         | 18                | 4.373.591 | 65,0           | Westen |
| Kleinkahl            | 16                | 2.354.677 | 35,0           | Süden  |
| 2 Gemeinden          | 34                | 6.728.268 | 100,0          |        |